# 维拉尔代里亚
维拉尔代里亚（法語：Villards-d'Héria，法語發音：[vilaʁ deʁja]）是法国汝拉省的一个市镇，位于该省东南部，属于圣克洛德区。

## 地理
维拉尔代里亚（46°25'5"N, 5°44'5"E）面积9.91 平方千米，位于法国勃艮第-弗朗什-孔泰大區汝拉省，该省份为法国东部内陆省份，北起上索恩省，西北接科多尔省，西临索恩-卢瓦尔省，南至安省，东与杜省和瑞士接壤。
与维拉尔代里亚接壤的市镇（或旧市镇、城区）包括：穆瓦朗昂蒙塔涅、热尔、马蒂尼亚、拉旺莱圣克洛德、科托迪利宗。
维拉尔代里亚的时区为UTC+01:00、UTC+02:00（夏令时）。

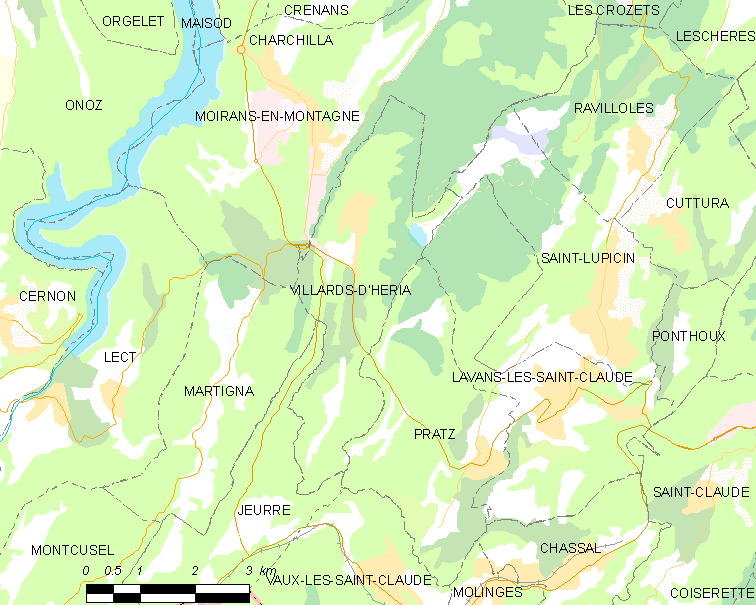
维拉尔代里亚的OSM定位图

## 行政
维拉尔代里亚的邮政编码为39260，INSEE市镇编码为39561。

## 政治
维拉尔代里亚所属的省级选区为穆瓦朗昂蒙塔涅县。

## 交通
汝拉省省道D27线和D470线在维拉尔代里亚交汇。

## 人口

1962-2008年间维拉尔代里亚人口变化图示

维拉尔代里亚于2022年1月1日时的人口数量为391人。